# Турчанинова, Галина Степановна
Галина Степановна Турчанинова (18 мая 1930 — 22 мая 2020) — советский и российский музыкальный педагог. Преподаватель Центральной музыкальной школы по классу скрипки (1981—2020). Заслуженный деятель искусств Российской Федерации.

## Биография
Родилась 18 мая 1930 года. Училась в Ленинградской консерватории у Б. С. Сергеева (окончила в 1956 году). В 1960—1970-х годах преподавала в Новосибирском музыкальном училище. В 1981—2020 годах — педагог московской Центральной музыкальной школы.
Проводила мастер-классы в России и за рубежом, автор работ, касающихся методики преподавания игры на скрипке.
Среди учеников — М. А. Венгеров, С. Тесля, М. А. Кузина, И. Ю. Почекин и др.
Лауреат Международной премии в области музыкальной педагогики имени Ипполитова-Иванова.
Ушла из жизни 22 мая 2020 года.